# Lycopodiella steyermarkii
Lycopodiella steyermarkii är en lummerväxtart som beskrevs av B. Øllg. Lycopodiella steyermarkii ingår i släktet strandlumrar, och familjen lummerväxter. Inga underarter finns listade i Catalogue of Life.